# Nikolaus Herman
Nikolaus Herman, född omkring 1480, död 3 maj 1561. Han var under 30 år kantor i gruvstaden Joachimstahl i Böhmen. Tidigt hade han omfattat Luthers reformtankar och skrev i all blygsamhet psalmer men ville inte publicera dem. De blev likväl kända då de brukades i hemmet och skolan. senare vann de även insteg i kyrkorna och cirka 190 av dem kom i bruk. Han finns representerad i den svenska psalmbokens utgåvor från 1695 till 1937 med psalmerna (nr 494 1937 och ). 
Melodins ursprung okänt. 1695 års psalmbok innehåller inget författarregister eller noter vid psalmerna varför kompositörerna är svåra att spåra där. Representerad i danska Psalmebog for Kirke og Hjem, men där kallad Nicolaj.

## Psalmer
- Din klara sol, o Fader vår ("O Vater deine Sonne scheint", 1695 nr 314 )
- Giv oss, o Gud, ett dagligt bröd ("Bescher uns, Herr, das täglich Brod" (1695 nr 316, 1937 nr 494, Luthersk psalmbok nr 930) i tryckt version 1562. Finns på Wikisource. (Melodi: Si, Jesus är ett tröstrikt namn)
- Uthi Gudz Namn nu rese wij (1695 nr 336, Luthersk psalmbok nr 968)
- Nu sjunger, Gud, din kristenhet (Luthersk psalmbok nr 134)
- Din återkomst,o Herre kär, jag alla stunder väntar (Luthersk psalmbok nr 146)
- Ni kristna träd nu fram för Gud (Luthersk psalmbok nr 723)
- Vill ingen sjunga, jag dock sjunga vill (Luthersk psalmbok nr 774)
- När min stund för handen är (Luthersk psalmbok nr 812, 1695 nr 390) översättning av Cum mortis hora me vocat
- Vår Herre Jesus Kristus prisar vi (Luthersk psalmbok nr 899)
- Om fredag varje kristen bär sitt kors (Luthersk psalmbok nr 952)
- Om en rijk man här siungom wij
- Nu är den dag som Herren gjort (Luthersk psalmbok nr 954)
- Så sant jag lever ordet löd (Luthersk psalmbok nr 961)
- Die helle sonn leucht't jetzt herfür
- Låt gråten och klagan få stillna (1695 nr 401) översättning av Jam moesta quiesce querela